# Cecilia Landerreche
María Cecilia Landerreche Gómez Morín (née le 4 octobre 1950) est l'actuelle directrice nationale du Sistema de Desarrollo Integral de la Familia, institution mexicaine d'aide sociale aux familles.

## Biographie
Cecilia Landerreche est la fille du législateur mexicain Juan Landerreche et Gabriela Gómez Morín. Elle est la petite-fille de Manuel Gómez Morín, fondateur du Parti action nationale. Elle est diplômée en Communication de l'Universidad Iberoamericana. 
Cecilia Landerreche a travaillé pour les journaux Jus, McGraw-Hill et MacMillan. Elle a également fait partie de l'Instituto Tecnológico Autónomo de México. En décembre 2006, le président Felipe Calderón l'a désignée Directrice Nationale du DIF pour remplacer 
Ana Rosa Payán.